# 徐宣 (三國)
徐宣（2世紀—236年），字寶堅，廣陵郡海西人。東漢末及三國時曹魏官員。

## 生平
徐宣起初避亂江東，後來因為拒絕孫策任命而回到廣陵郡。在廣陵郡與陳矯一起在州郡任職，二人齊名但等私下關係並不好，廣陵太守陳登卻對二人都非常器重，而徐宣亦與陳登一心投效曹操。後來海西和淮浦二縣縣民作亂，海西縣令梁習和淮浦都尉衛弥逃離被免，曹操派遣督軍扈質討伐，但他卻以自己士兵太少而不前進，徐宣於是潛入軍中，責罵扈質，並且向他闡述形勢，扈質終於進攻並討平。後來曹操先後任命徐宣為司空掾屬、東緡令、發干令，後遷任齊郡太守，入為門下督，跟隨曹操領軍到壽春。建安十六年（211年），馬超在關中叛亂，曹操領軍西征，任命徐宣為左護軍，在壽春留守統軍。戰後任丞相東曹掾，出任魏郡太守。
建安二十五年（220年），曹操在洛陽逝世，群臣到去致哀。有人建議將各城的守將都換成沛國和譙縣（曹操的籍貫）的人，徐宣嚴詞反對：「現在遠近統一，人人都忠誠守節，為甚麼要將守將都換成沛國和譙縣人，而傷在當地長期守戍將領的心？」曹丕因而對徐宣甚為欣賞。曹丕稱帝後，任為徐宣為御史中丞，賜爵關內侯，先後歷任城門校尉、司隸校尉、散騎常侍和尚書。
曹叡繼位後封津陽亭侯。因中領軍桓範舉薦而任尚書左僕射，後加侍中光祿大夫。後來曹叡出巡到許昌，由徐宣行掌朝廷事務。徐宣先後上書稱刑罰過重及勸諫曹叡不要興建宮室，曹叡都接納。後來徐宣稱病而要求辭職，但曹叡始終不准許。青龍四年（236年）逝世，追贈車騎將軍，諡貞侯。

## 子女
- 徐欽，徐宣之子，嗣侯。

## 評論
- 曹丕：「所謂社稷之臣也。」
- 桓範：「體忠厚之行，秉直亮之性；清雅特立，不拘世俗；確然難動，有社稷之節。」
- 曹叡：「（徐）宣體屐至實，直內方外，歷在三朝，公亮正色，有託孤寄命之節，可謂柱石臣也。」
- 陳壽：「徐（宣）久居斯位，剛斷骨鯁，不忝厥職。」

## 延伸阅读
[在维基数据编辑]
 《三國志·卷22》，出自陳壽《三國志》